# 遠藤久
遠藤 久（えんどう ひさし、1960年7月2日 - ）は、日本の実業家。高級ホテル・レストランを経営する株式会社ひらまつの代表取締役社長兼CEO。日本KFCホールディングス株式会社社長、日本ケンタッキー・フライド・チキン株式会社社長、元日本マクドナルド執行役員。

## 来歴
東京都出身。東京都立新宿高等学校から、一年の浪人を経て早稲田大学社会科学部に入学。早大卒業後、日本マクドナルドに新卒で入社。東京エリアの統括マネージャーなどを歴任し、本国アメリカ駐在を経験。帰国後に執行役員に就任。

その後、数社の社長を経て、2020年6月、株式会社ひらまつ社長に就任。